# Actinostella excelsa
Actinostella excelsa is een zeeanemonensoort uit de familie Actiniidae. De anemoon komt uit het geslacht Actinostella. Actinostella excelsa werd in 1908 voor het eerst wetenschappelijk beschreven door Wassilieff. 